# Marjoleintje
Marjoleintje is een Vlaams liedje van Jo Leemans uit 1958.
Het nummer bereikte de derde positie in de Belgische hitparade in 1958.

## Meewerkende artiesten
- Francis Bay (dirigent)
- Jo Leemans (zang)
- Salamander koor (koor)